# Bahnstrecke Mariánské Lázně–Karlovy Vary
| Kursbuchstrecke (SŽ): | 149 |                                                      |                                                      |
| Streckenlänge: | 51,432 km                                                                                                   |                                                      |                                                      |
| Spurweite: | 1435 mm (Normalspur)                                                                                        |                                                      |                                                      |
| Streckenklasse: | Mariánské Lázně–Poutnov: B2 Poutnov–Karlovy Vary-Březová: A1 Karlovy Vary-Březová–Karlovy Vary dolní n.: B2 |                                                      |                                                      |
| Maximale Neigung: | 25 ‰ |                                                      |                                                      |
| Streckengeschwindigkeit: | 60 km/h |                                                      |                                                      |
| | |                                                      |                                                      |
| \| \| \| von Plzeň (vorm. KFJB) \| \| \| \| 0,000 \| Mariánské Lázně früher Marienbad \| 565 m \| \| \| \| nach Cheb (vorm. KFJB) \| \| \| \| 2,356 \| Mariánské Lázně město \| 575 m \| \| \| \| früher Marienbad-Auschowitz \| \| \| \| \| Straße II/230 \| \| \| \| 5,991 \| Vlkovický (240,9 m) \| Vlkovický (240,9 m) \| \| \| 6,857 \| Vlkovice früher Wilkowitz \| 655 m \| \| \| \| Viadukt (Steinbogen) \| \| \| \| 9,623 \| Milhostov u Mariánských Lázní früher Müllestau \| 670 m \| \| \| 11,712 \| Ovesné Kladruby früher Habakladrau \| 705 m \| \| \| 15,483 \| Mrázov früher Prosau \| 680 m \| \| \| \| vlečka Jitona \| \| \| \| 18,662 \| Teplá früher Tepl \| 660 m \| \| \| 21,070 \| Hoštěc früher Hurschk \| 645 m \| \| \| 24,616 \| Poutnov früher Einsiedl-Pauten \| 620 m \| \| \| \| Teplá \| \| \| \| \| Teplá \| \| \| \| \| Teplá \| \| \| \| \| Teplá \| \| \| \| 27,134 \| Louka u Mariánských Lázní \| 595 m \| \| \| \| früher Grün-Unterhammer \| \| \| \| \| Teplá \| \| \| \| \| Teplá \| \| \| \| 27,702 \| Dolnohamerský I (132,38 m) \| Dolnohamerský I (132,38 m) \| \| \| 28,569 \| Dolnohamerský II (40,6 m) \| Dolnohamerský II (40,6 m) \| \| \| \| Teplá \| \| \| \| 28,720 \| Dolnohamerský III (115,1 m) \| Dolnohamerský III (115,1 m) \| \| \| \| Teplá \| \| \| \| 29,484 \| Dolnohamerský IV (134,6 m) \| Dolnohamerský IV (134,6 m) \| \| \| \| Teplá \| \| \| \| \| von Rakovník (vorm. LB Rakonitz–Petschau–Buchau) \| \| \| \| \| Teplá \| \| \| \| 33,218 \| Bečov nad Teplou früher Petschau \| 505 m \| \| \| 33,995 \| Bečovský (248,2 m) \| Bečovský (248,2 m) \| \| \| \| Straße II/20, Teplá \| \| \| \| \| Teplá \| \| \| \| 36,077 \| Vodná früher Wasserhäuseln \| 485 m \| \| \| \| Straße II/20 \| \| \| \| 37,646 \| Krásný Jez früher Schönwehr \| 475 m \| \| \| \| nach Nové Sedlo u Lokte (vorm. EB Schönwehr–Elbogen) \| \| \| \| \| Krásný Jez zastávka \| \| \| \| 41,788 \| Teplička u Karlových Varů früher Töppeles \| 450 m \| \| \| 43,031 \| Kfely früher Gfell \| 450 m \| \| \| \| Teplá \| \| \| \| \| Teplá \| \| \| \| 45,692 \| Cihelny früher Ziegelhütten \| 435 m \| \| \| 48,431 \| Karlovy Vary-Březová früher Karlsbad Talsperre \| 455 m \| \| \| \| Straße II/20 \| \| \| \| 49,292 \| Doubský (126,12 m) \| Doubský (126,12 m) \| \| \| \| \| \| \| \| 49,857 \| Doubí u Karlových Varů früher Karlsbad-Aich \| 430 m \| \| \| \| \| \| \| \| 51,50 \| Karlovy Vary-Aréna \| Karlovy Vary-Aréna \| \| \| \| vlečka \| \| \| \| 53,275 \| Karlovy Vary dolní nádraží früher Karlsbad unt Bf \| 375 m \| \| \| \| nach Johanngeorgenstadt \| \| \| \| \| (vorm. EB Karlsbad–Johanngeorgenstadt) \| \| \| \| \| \| \| \| Quellen: [3][4] \| \| \| \| | |                                                      |                                                      |
| Strecke | | von Plzeň (vorm. KFJB)                               | von Plzeň (vorm. KFJB)                               |
| Bahnhof | 0,000 | Mariánské Lázně früher Marienbad                     | 565 m                                                |
| Abzweig geradeaus und nach links | | nach Cheb (vorm. KFJB)                               | nach Cheb (vorm. KFJB)                               |
| Haltepunkt / Haltestelle | 2,356 | Mariánské Lázně město                                | 575 m                                                |
| Strecke | | früher Marienbad-Auschowitz                          | früher Marienbad-Auschowitz                          |
| Brücke | | Straße II/230                                        | Straße II/230                                        |
| Tunnel | 5,991 | Vlkovický (240,9 m)                                  | Vlkovický (240,9 m)                                  |
| Haltepunkt / Haltestelle | 6,857 | Vlkovice früher Wilkowitz                            | 655 m                                                |
| Brücke | | Viadukt (Steinbogen)                                 | Viadukt (Steinbogen)                                 |
| Haltepunkt / Haltestelle | 9,623 | Milhostov u Mariánských Lázní früher Müllestau       | 670 m                                                |
| Bahnhof | 11,712 | Ovesné Kladruby früher Habakladrau                   | 705 m                                                |
| Haltepunkt / Haltestelle | 15,483 | Mrázov früher Prosau                                 | 680 m                                                |
| Abzweig geradeaus und von rechts | | vlečka Jitona                                        | vlečka Jitona                                        |
| Bahnhof | 18,662 | Teplá früher Tepl                                    | 660 m                                                |
| Haltepunkt / Haltestelle | 21,070 | Hoštěc früher Hurschk                                | 645 m                                                |
| Bahnhof | 24,616 | Poutnov früher Einsiedl-Pauten                       | 620 m                                                |
| Brücke über Wasserlauf | | Teplá                                                | Teplá                                                |
| Brücke über Wasserlauf | | Teplá                                                | Teplá                                                |
| Brücke über Wasserlauf | | Teplá                                                | Teplá                                                |
| Brücke über Wasserlauf | | Teplá                                                | Teplá                                                |
| Haltepunkt / Haltestelle | 27,134 | Louka u Mariánských Lázní                            | 595 m                                                |
| Strecke | | früher Grün-Unterhammer                              | früher Grün-Unterhammer                              |
| Brücke über Wasserlauf | | Teplá                                                | Teplá                                                |
| Brücke über Wasserlauf | | Teplá                                                | Teplá                                                |
| Tunnel | 27,702 | Dolnohamerský I (132,38 m)                           | Dolnohamerský I (132,38 m)                           |
| Tunnel | 28,569 | Dolnohamerský II (40,6 m)                            | Dolnohamerský II (40,6 m)                            |
| Brücke über Wasserlauf | | Teplá                                                | Teplá                                                |
| Tunnel | 28,720 | Dolnohamerský III (115,1 m)                          | Dolnohamerský III (115,1 m)                          |
| Brücke über Wasserlauf | | Teplá                                                | Teplá                                                |
| Tunnel | 29,484 | Dolnohamerský IV (134,6 m)                           | Dolnohamerský IV (134,6 m)                           |
| Brücke über Wasserlauf | | Teplá                                                | Teplá                                                |
| Abzweig geradeaus und von rechts | | von Rakovník (vorm. LB Rakonitz–Petschau–Buchau)     | von Rakovník (vorm. LB Rakonitz–Petschau–Buchau)     |
| Brücke über Wasserlauf | | Teplá                                                | Teplá                                                |
| Bahnhof | 33,218 | Bečov nad Teplou früher Petschau                     | 505 m                                                |
| Tunnel | 33,995 | Bečovský (248,2 m)                                   | Bečovský (248,2 m)                                   |
| Brücke über Wasserlauf | | Straße II/20, Teplá                                  | Straße II/20, Teplá                                  |
| Brücke über Wasserlauf | | Teplá                                                | Teplá                                                |
| Haltepunkt / Haltestelle | 36,077 | Vodná früher Wasserhäuseln                           | 485 m                                                |
| Strecke mit Straßenbrücke | | Straße II/20                                         | Straße II/20                                         |
| Bahnhof | 37,646 | Krásný Jez früher Schönwehr                          | 475 m                                                |
| Abzweig geradeaus und nach links | | nach Nové Sedlo u Lokte (vorm. EB Schönwehr–Elbogen) | nach Nové Sedlo u Lokte (vorm. EB Schönwehr–Elbogen) |
| Haltepunkt / Haltestelle | | Krásný Jez zastávka                                  | Krásný Jez zastávka                                  |
| Haltepunkt / Haltestelle | 41,788 | Teplička u Karlových Varů früher Töppeles            | 450 m                                                |
| Haltepunkt / Haltestelle | 43,031 | Kfely früher Gfell                                   | 450 m                                                |
| Brücke über Wasserlauf | | Teplá                                                | Teplá                                                |
| Brücke über Wasserlauf | | Teplá                                                | Teplá                                                |
| Haltepunkt / Haltestelle | 45,692 | Cihelny früher Ziegelhütten                          | 435 m                                                |
| Bahnhof | 48,431 | Karlovy Vary-Březová früher Karlsbad Talsperre       | 455 m                                                |
| Brücke | | Straße II/20                                         | Straße II/20                                         |
| Tunnel | 49,292 | Doubský (126,12 m)                                   | Doubský (126,12 m)                                   |
| Brücke | |                                                      |                                                      |
| Haltepunkt / Haltestelle | 49,857 | Doubí u Karlových Varů früher Karlsbad-Aich          | 430 m                                                |
| Brücke | |                                                      |                                                      |
| Haltepunkt / Haltestelle | 51,50 | Karlovy Vary-Aréna                                   | Karlovy Vary-Aréna                                   |
| Abzweig geradeaus und von links | | vlečka                                               | vlečka                                               |
| Bahnhof | 53,275 | Karlovy Vary dolní nádraží früher Karlsbad unt Bf    | 375 m                                                |
| Strecke | | nach Johanngeorgenstadt                              | nach Johanngeorgenstadt                              |
| Strecke | | (vorm. EB Karlsbad–Johanngeorgenstadt)               | (vorm. EB Karlsbad–Johanngeorgenstadt)               |
| | |                                                      |                                                      |
| Quellen: | |                                                      |                                                      |

Die Bahnstrecke Mariánské Lázně–Karlovy Vary ist eine regionale Eisenbahnverbindung in Tschechien, die ursprünglich von der Eisenbahn Marienbad–Karlsbad als Hauptbahn II. Ranges errichtet und betrieben wurde. Sie zweigt in Mariánské Lázně (Marienbad) von der Bahnstrecke Plzeň–Cheb ab und führt in Nordwestböhmen über Bečov nad Teplou (Petschau) durch das Tepltal nach Karlovy Vary (Karlsbad), wo sie in die Bahnstrecke Karlovy Vary–Johanngeorgenstadt einmündet.
Nach einem Erlass der tschechischen Regierung ist die Strecke seit dem 20. Dezember 1995 als regionale Bahn („regionální dráha“) klassifiziert.

## Geschichte
Schon am 25. Dezember 1886 war durch die österreichische Regierung eine Konzession für eine Lokalbahn zwischen Marienbad und Karlsbad mit Abzweigungen nach Elbogen und Merkelsgrün erteilt worden. Aus finanziellen Gründen kam es jedoch nicht zum Baubeginn. Am 21. Mai 1896 wurde der Eisenbahn Marienbad–Karlsbad eine neue Konzession für den Bahnbau erteilt, womit die alte Konzession erlosch. Die oben aufgeführten Zweigbahnen waren nun nicht mehr enthalten und wurden später als eigenständige Lokalbahnen genehmigt.
Am 17. Dezember 1898 wurde die Strecke eröffnet.
Den Betrieb führten die k.k. österreichischen Staatsbahnen (kkStB) für Rechnung der Eisenbahn Marienbad–Karlsbad aus. Nach dem Ersten Weltkrieg traten an Stelle der kkStB die neu gegründeten Tschechoslowakischen Staatsbahnen ČSD.
Am 1. Januar 1925 wurde die Eisenbahn Marienbad–Karlsbad per Gesetz verstaatlicht und die Strecke wurde ins Netz der ČSD integriert.
Da die Strecke die kürzeste Verbindung von Wien nach Karlsbad darstellte, verkehrten vor dem Ersten Weltkrieg auch Schnellzüge.
Nach der Angliederung des Sudetenlandes an Deutschland im Herbst 1938 kam die Strecke zur Deutschen Reichsbahn, Reichsbahndirektion Dresden. Im Reichskursbuch war die Verbindung nun als KBS 166d Marienbad–Karlsbad enthalten. Nach dem Ende des Zweiten Weltkriegs kam die Strecke wieder zur ČSD.

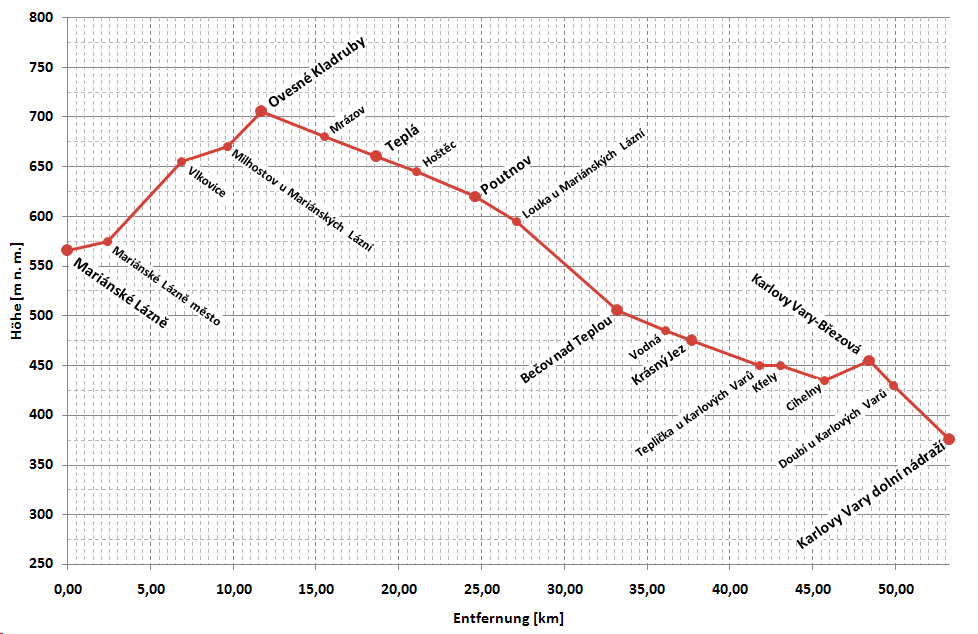
Vereinfachtes Höhenprofil der Strecke

Seit dem 10. Dezember 2006 wird die Strecke Mariánské Lázně–Karlovy Vary von der Privatbahn GW Train REGIO a.s. in Nachfolge der Viamont a.s. betrieben.
Der Fahrplan 2008 sah insgesamt neun Reisezugpaare an Werktagen vor. Zwischen Bečov nad Teplou und Karlsbad werden weitere fünf Zugpaare eingesetzt, die den Fahrplan auf diesem Abschnitt zu einem angenäherten Stundentakt verdichten. Einzelne Züge verkehrten in Kooperation mit der Vogtlandbahn auch im Durchlauf von und nach Zwickau in Sachsen.
Seit 2011 wurde der Betrieb durch den VIAMONT Nachfolger GW Train Regio a.s. übernommen. Der Fahrplan auf der Strecke blieb bei der Übernahme weitgehend unverändert, jedoch sind nun keine Züge mehr nach Sokolov bzw. weiterführend bis ins sächsische Zwickau durchgebunden.
Im Rahmen der Dekarbonisierung des Eisenbahnbetriebs ist die Elektrifizierung der Abschnitte von Mariánské Lázně bis zum  Vlkovický Tunnel und vom Doubský bis Karlovy Vary bis 2032 vorgesehen. Für den Betrieb der Strecke sind Akkumulatortriebwagen vorgesehen, die ihre Ladung auf den elektrifizierten Abschnitten ergänzen können.

## Fahrzeugeinsatz
Für Rechnung der Eisenbahn Marienbad–Karlsbad erwarb die kkStB sechs Lokomotiven der bewährten Reihe 99 und drei der Reihe 60. Die Lokomotiven besaßen die Betriebsnummern 99.10–16 und 60.518–521.

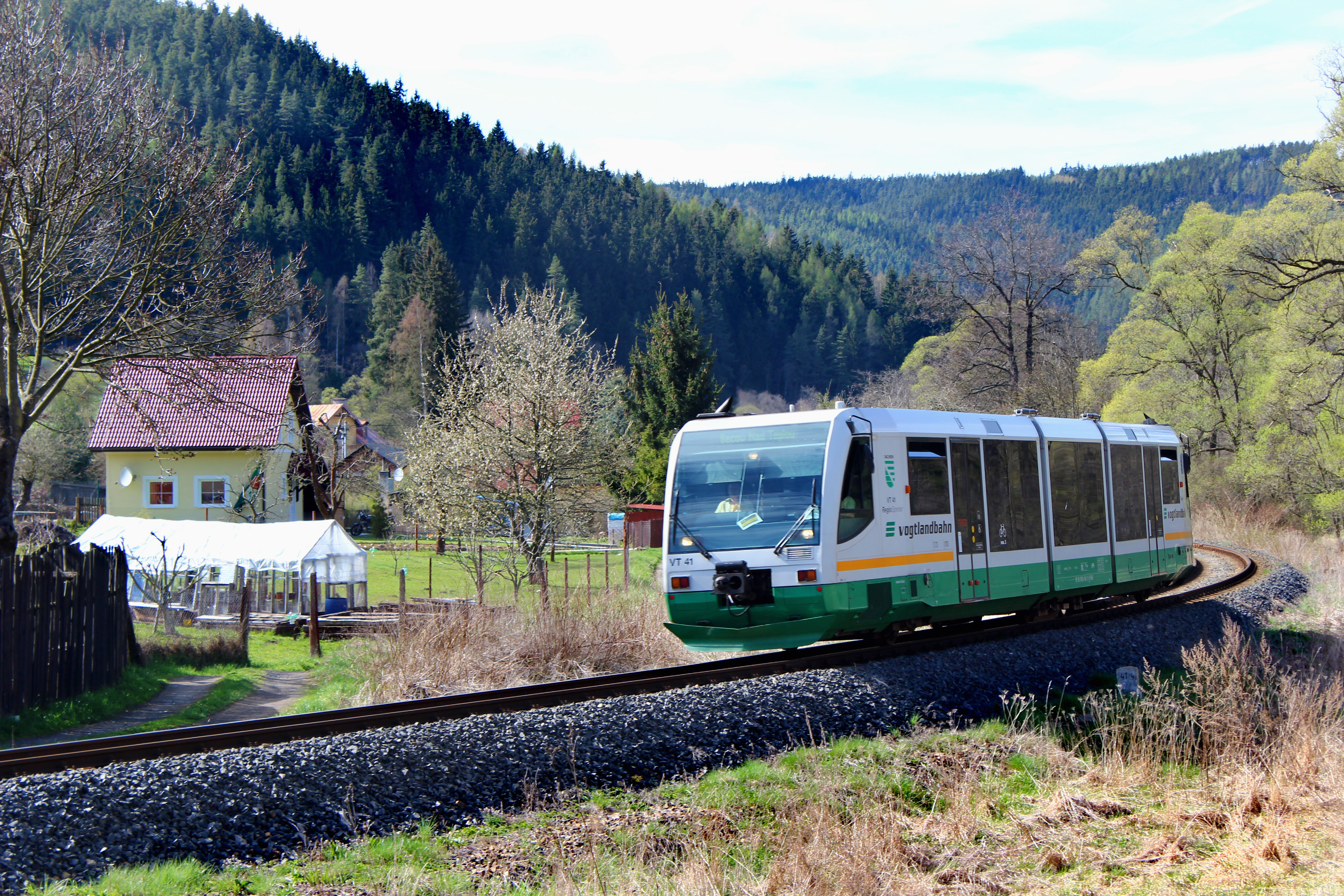
Regiosprinter (Teplička; 2012)

Bis 2006 wurde der Betrieb mit den bewährten Triebwagen der ČD-Baureihe 810 abgewickelt. Bis Mitte der 1990er Jahre kamen auch die vierachsigen Triebwagen der Baureihe 820 zum Einsatz.
Zwischen 2006 und 2011 wurde die Strecke mit Regiosprinter der Vogtlandbahn betrieben.
Bis 2015 wurde der Verkehr mit Triebwagen der Baureihe 810 sowie der Baureihe 813 der GW Train Regio a.s. abgewickelt.
Zwischendurch verkehrten Triebwagen des Typs Regioshuttle.
Seit 2016 verkehren seitens der ČD, im Wochenendverkehr zwischen Karlovy Vary und Horní Slavkov-Kounice, Triebwagen der Baureihe 810 sowie Regiosprinter der GW Train Regio a.s. auf voller Strecke.